# Adolf Thesmacher
Adolf Thesmacher (ur. 19 lutego 1880 w Oldenburgu, zm. 29 kwietnia 1948 w Bremie) – architekt niemiecki, działający w stylu modernizmu w latach ok. 1920–1938, głównie w Szczecinie.

## Życiorys
Mieszkał w Szczecinie w willi, którą sam zaprojektował przy obecnej ul. Marii Curie-Skłodowskiej 12 (dawniej Mörikeweg).

## Zrealizowane projekty[1]
- 1910 – dom przy ul. Stojałowskiego 9 w Szczecinie – Pogodno
- 1910 – willa kupca W. Heinzelmanna przy ul. Waryńskiego 9 w Szczecinie –  Pogodno
- 1911 – willa kupca Georga Rohrbeka przy ul. Bałuckiego 5 w Szczecinie – Pogodno
- 1912 – willa Otto Langego przy ul. Waryńskiego 6 w Szczecinie – Pogodno
- 1920 – budynek Loży Masońskiej w Szczecinie – dziś siedziba Teatru Polskiego w Szczecinie
- 1923 – Biura i magazyny zakładu przetwórstwa węgla Hedwigshütte – Żółkiewskiego 12 róg z al. Bohaterów Warszawy – Turzyn
- 1924 – Dom Pomorski – obecnie budynek policji przy południowej pierzei ul. Małopolskiej[2]
- 1926 – budynek filii Prowincjalnego Banku Pomorze (Provinzialbank Pommern) w Słupsku przy ul. Łajming 6 (dawniej Ringstr.)
- 1929 – Kościół św. Rodziny w Szczecinie – wzorcowy przykład klasycznego modernizmu budowli sakralnej
- 1932 – Kościół św. Andrzeja Boboli w Szczecinie
- willa przy ul. Marii Curie-Skłodowskiej 12 w Szczecinie – Pogodno
- willa Franza Manasse przy ul. Monte Cassino 17a w Szczecinie
- gmach Banku Prowincji w Stralsundzie.

## Budynki zaprojektowane przez Adolfa Thesmachera w Szczecinie

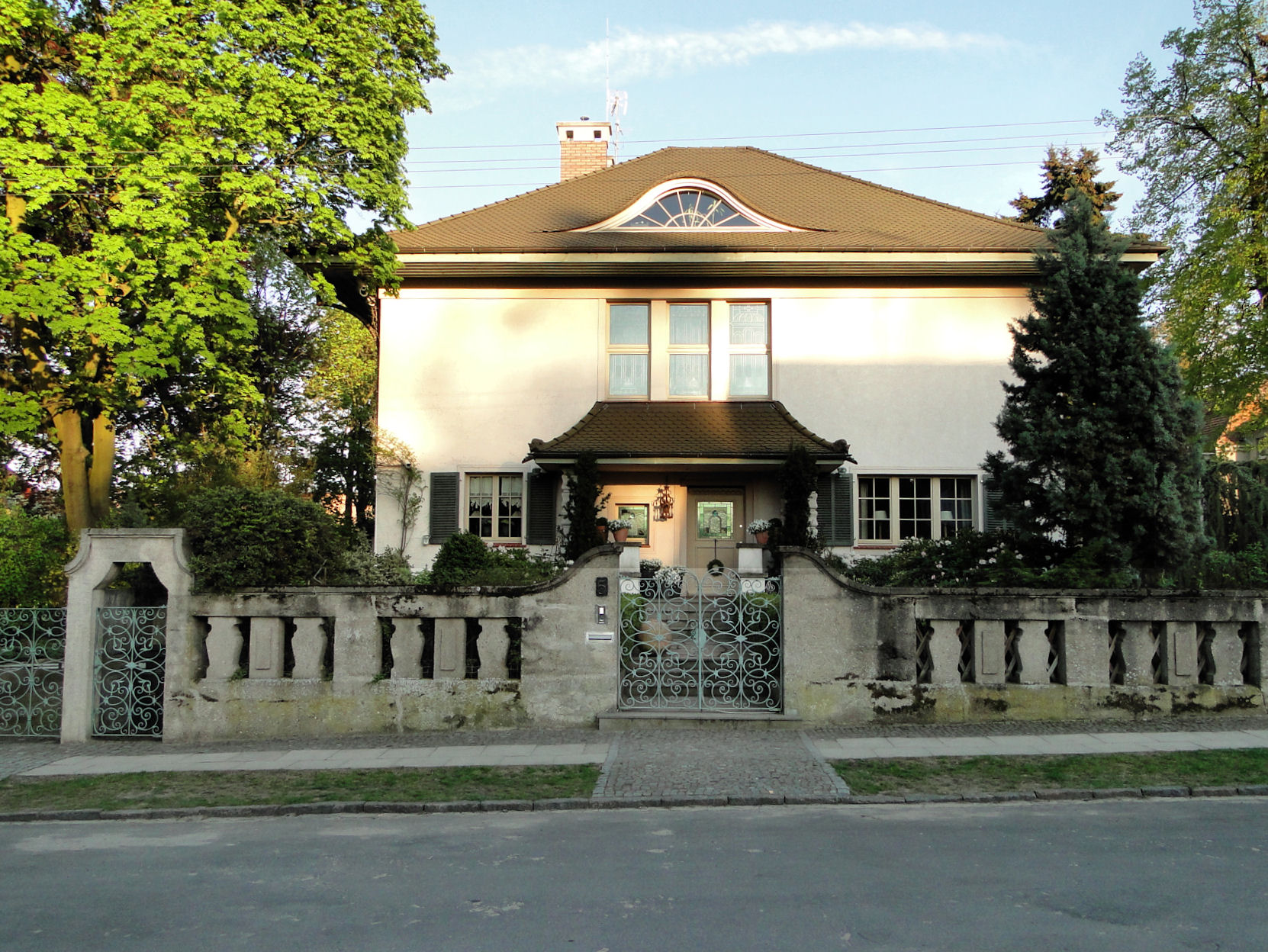
Willa przy ul. Bałuckiego 5
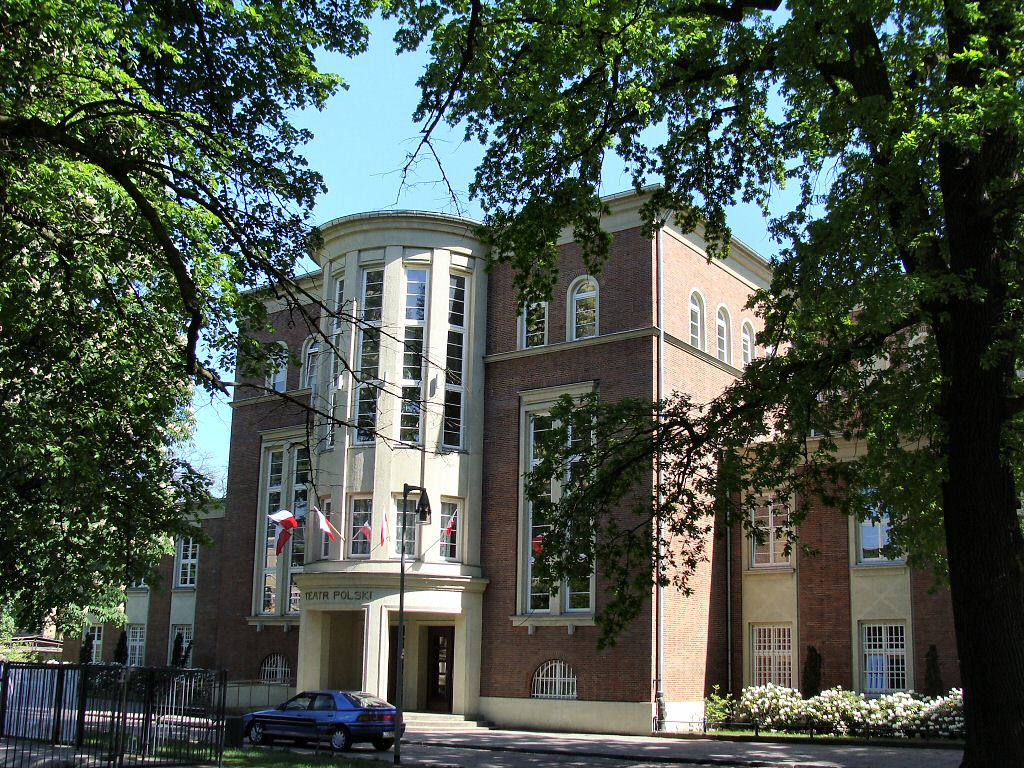
Gmach Teatru Polskiego
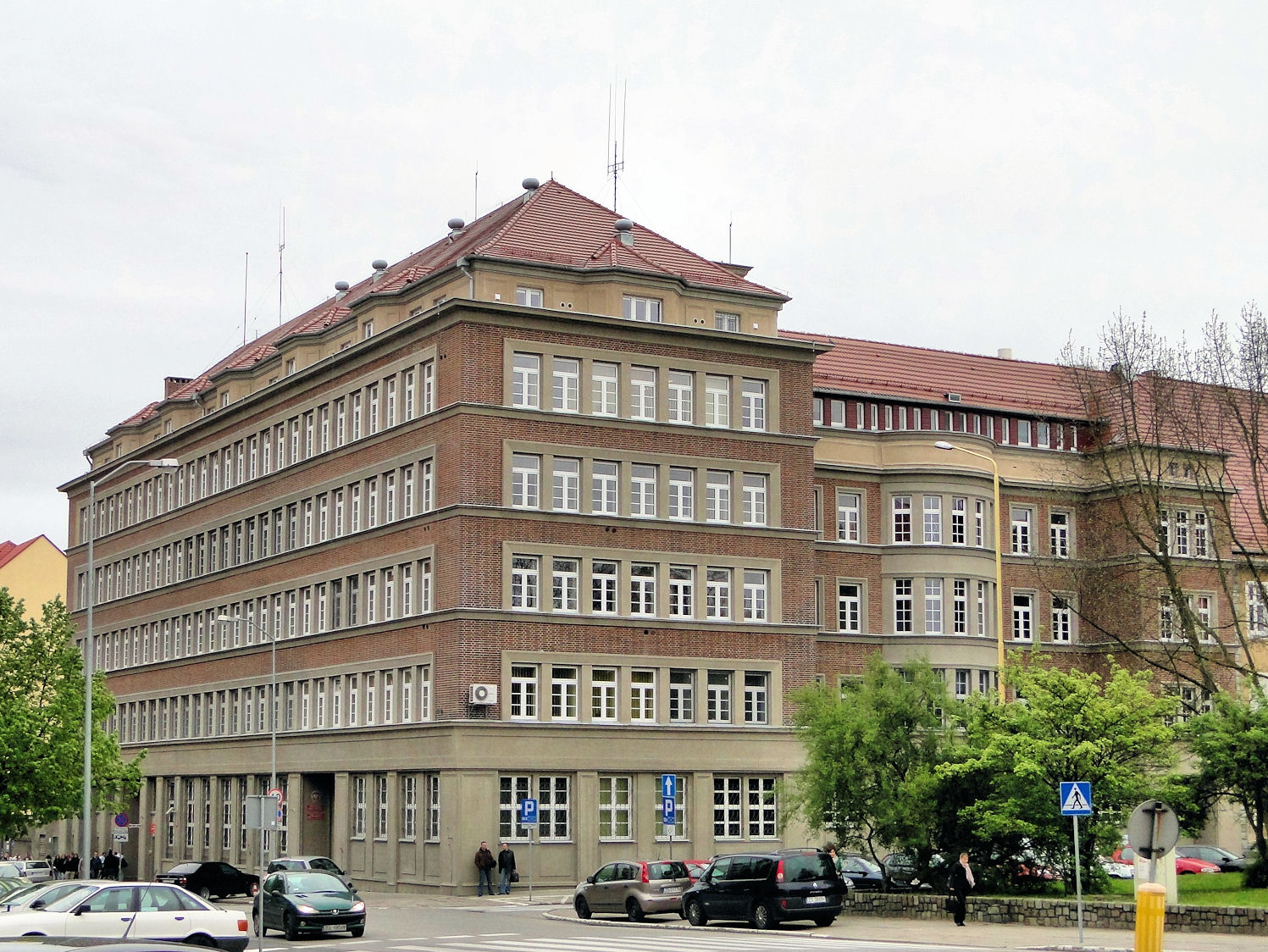
Gmach policji przy ul. Małopolskiej
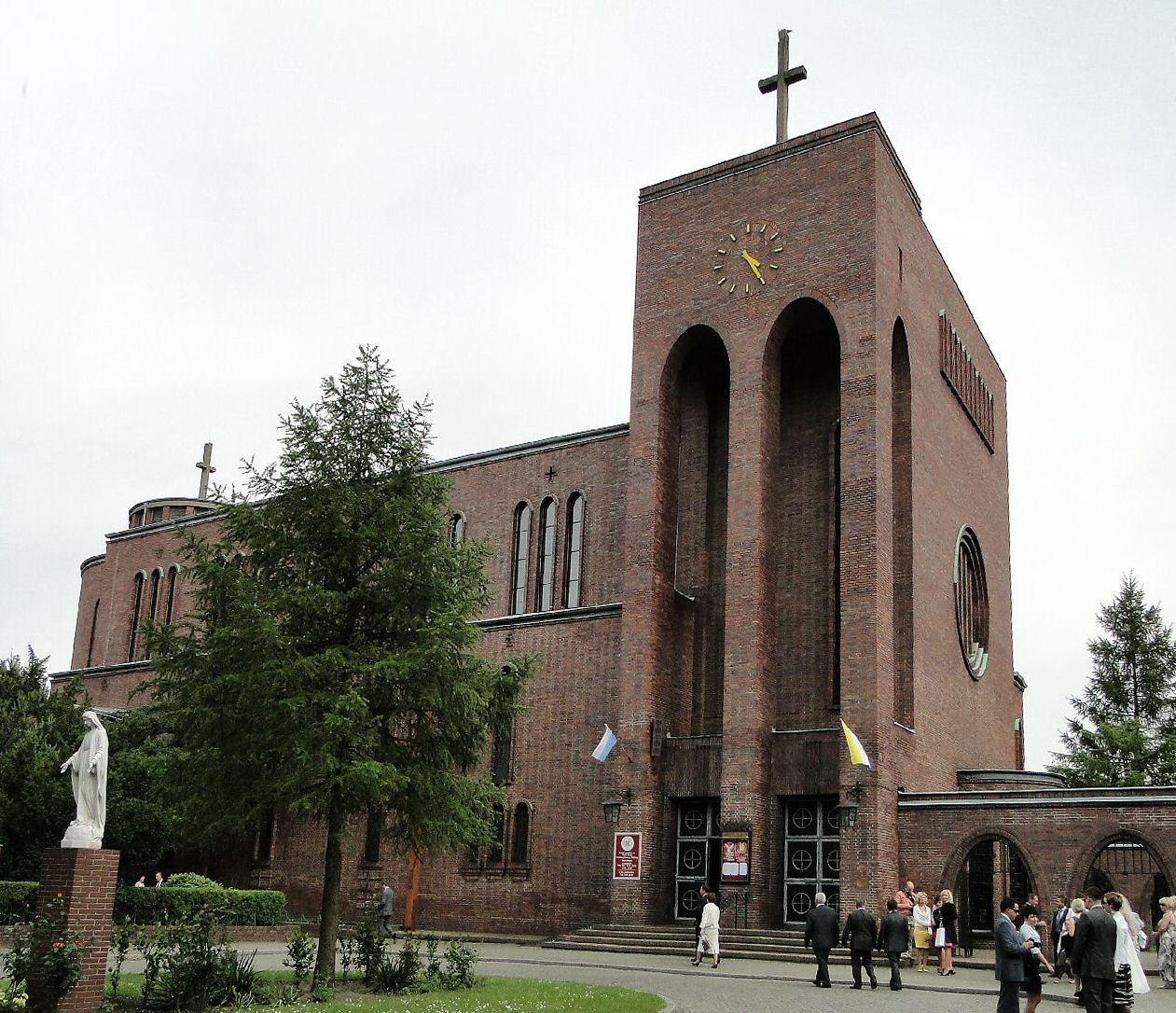
Kościół św. Rodziny
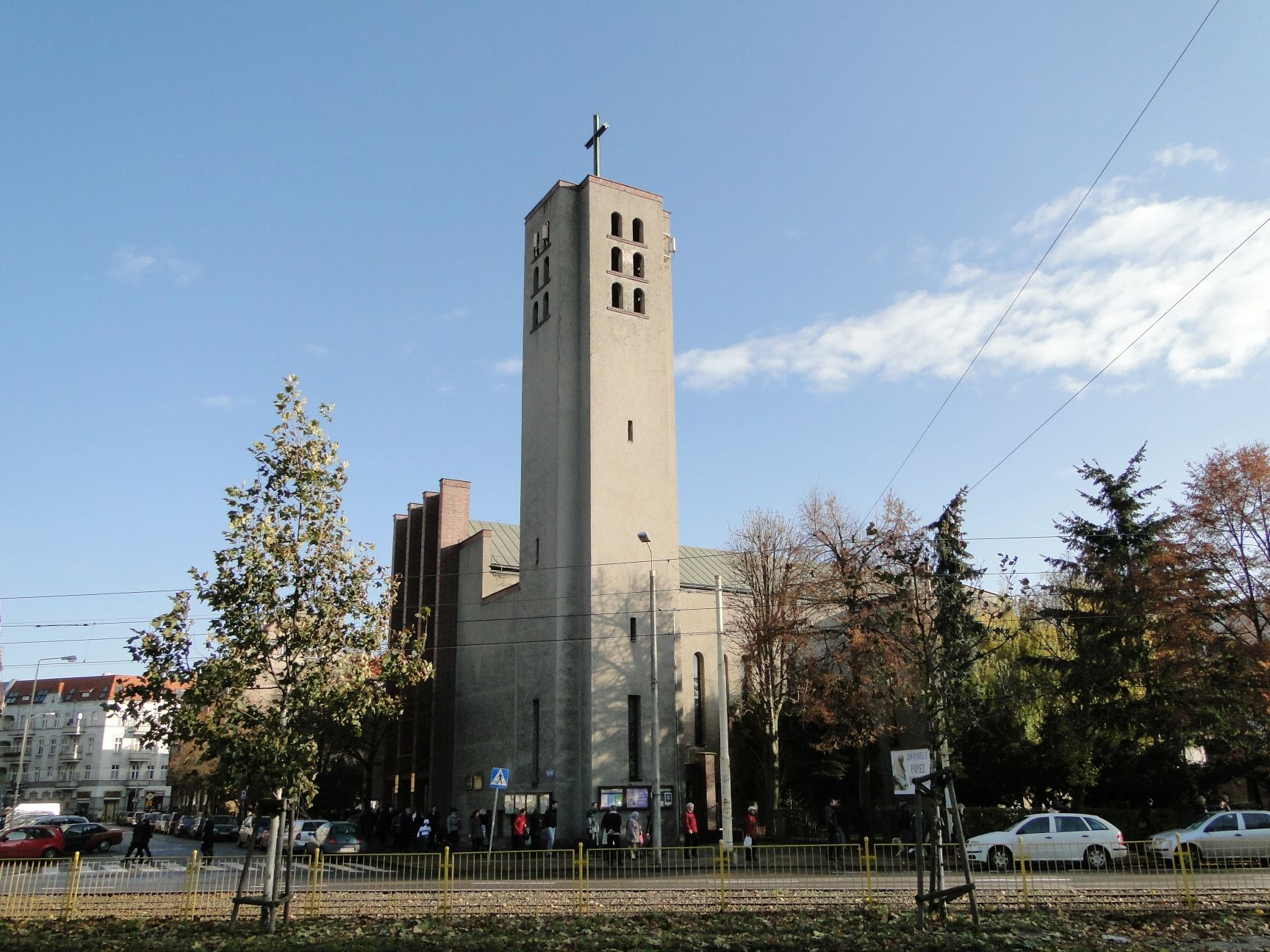
Kościół św. Andrzeja Boboli
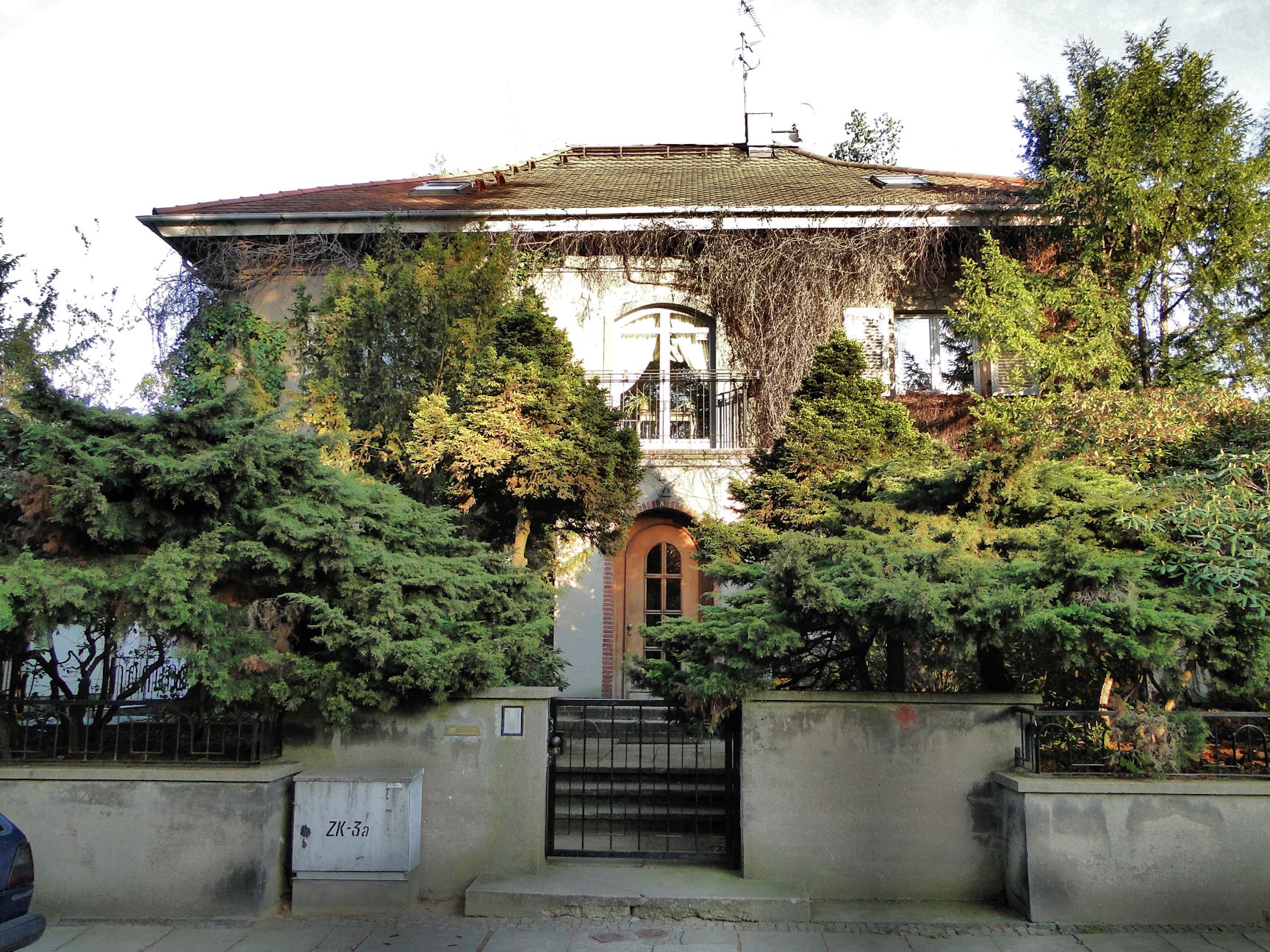
Willa przy ul. Curie-Skłodowskiej 12
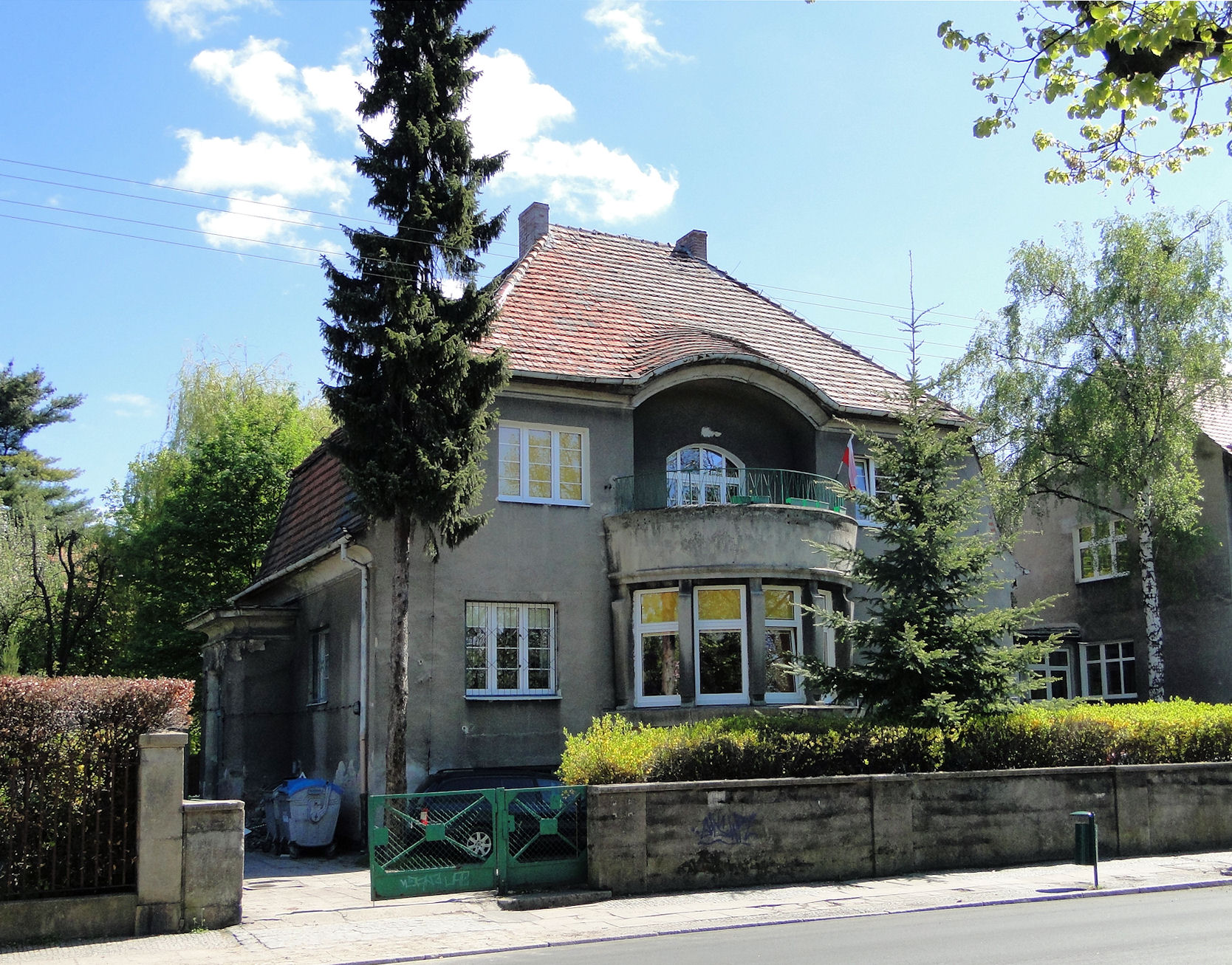
Willa przy ul. Monte Cassino 17a
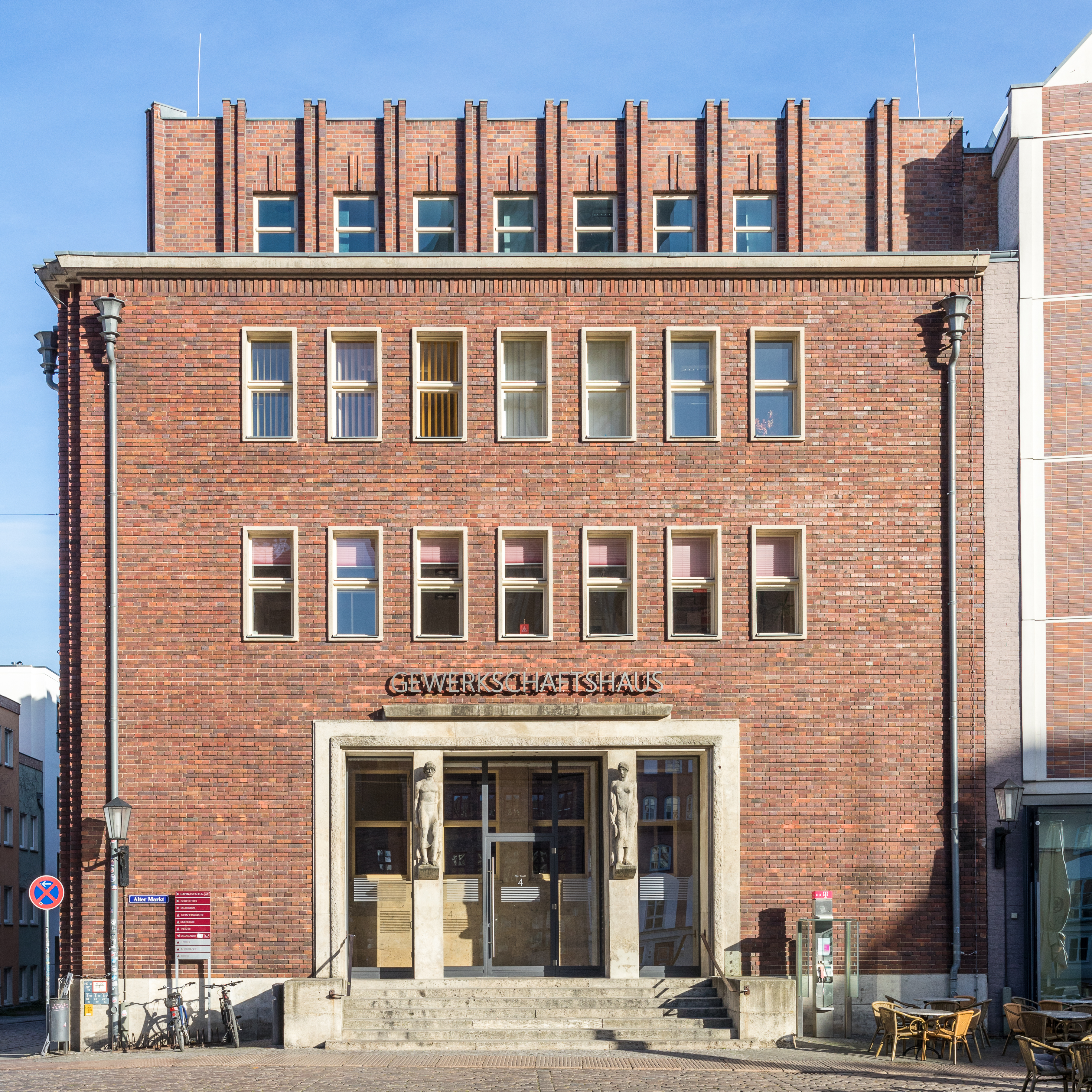